# Meritamente, però ch'io potei
Meritamente, però ch'io potei è un sonetto composto da Ugo Foscolo in giovane età: fu pubblicato nel Nuovo Giornale dei Letterati di Pisa nella serie degli otto sonetti. Confluirà poi nelle Poesie di Ugo Foscolo, pubblicate prima presso Destefanis a Milano nell'aprile 1803, e poi per Agnello Nobile, sempre nella città lombarda, in agosto.

## Analisi
Foscolo tratta in questo sonetto la storia di un abbandono, presentando i molti problemi nell’identificazione dei luoghi di cui si parla e della donna da cui il poeta si è allontanato. In particolare, Di Benedetto identifica le “alpi” del v. 3 con le Alpi Marittime e afferma che “il sonetto riflette certamente la situazione della permanenza di Foscolo a Nizza nell’inverno 1799-1800”. In una lettera, forse del 1801, alla Fagnani Arese Foscolo parlava dell’abbandono di Milano: “Il Cielo mi ha punito, mia Antonietta, per aver abbandonato Milano quando tu dovevi ritornare. Forse ora mi aspetti con la stessa ansietà con cui il tuo povero amico ti aspettava. […] Non mi resta altro conforto se non la speranza di rivederti”. E sempre in un'altra lettera alla donna il poeta affermava: “Io sento la passione onnipotente dentro di me… eterna!”, riecheggiando vagamente l’ultimo verso del sonetto. A Di Benedetto pare inoltre indubbio che le “spergiure genti” del v. 6 siano i Francesi: la delusione di Foscolo verso il loro popolo non è più soltanto dovuta al Trattato di Campoformio, ma - suggerisce il critico - anche alla “compromessa lealtà de’ nostri liberatori” dovuta alla promessa non rispettata di Napoleone e ai consigli non ascoltati dallo Championnet.
Al di là di ogni riferimento documentario, comunque Foscolo crea un collegamento simbolico tra il soggetto angosciato e il sublime naturale, che assume tratti violenti, tali da incutere paura (“frementi / onde e sordi […] i venti”).
Si possono osservare nel sonetto due tipi di movimento: il movimento dell’erranza, che occupa la parte centrale del componimento, e la sospensione dello scioglimento - in cui “sperai” e “meritamente” realizzano il loro senso a fronte di tutto il testo.

### Properzio
Il primo verso del sonetto VI traduce i primi versi dell’elegia XVII di Properzio, già in precedenza ripresa in chiave amorosa da Ariosto: “E meritatamente giacché potei fuggire la mia fanciulla, ora io parlo ai solitari alcioni”. E anche tutta la chiusa della quartina, con l’immagine dei venti del Tirreno che disperdono i pianti del poeta, sembra derivare da un’altra elegia di Properzio, dove il poeta latino, dopo aver menzionato la spiaggia “Tirrena”, esprime l’auspicio che il vento nemico non porti via le sue preghiere.
Di Benedetto giustifica la scelta di Foscolo di un verso properziano come il tentativo di nuove sperimentazioni rispetto a Petrarca. Parte della critica ha voluto rivedere negli ultimi due versi del sonetto una ripresa del Solo et pensoso del Petrarca: “Ma pur sì aspre vie né sì selvagge / cercar non so ch’Amor non venga sempre / ragionando con meco, et io co llui”. Ma nel sonetto di Petrarca il pensiero d’amore è presentato sì come qualcosa di ineliminabile, ma nel contesto di una situazione dove il conflitto tende a smorzarsi. Né ci sono corrispondenze ben precise fra il sonetto foscoliano e quello petrarchesco.  
L’immagine dell’Amore che segue il poeta si ritrova invece sempre in Properzio nell’attacco dell’elegia 30: “Dove fuggi, oh, tu folle? Non c’è possibilità di fuga: tu puoi fuggire fino al Tanai, Amore ti seguirà fino a lì”. Grazie a Properzio, una situazione analoga che veniva descritta nell’ode A Saffo - di cinque o sei anni precedente -, dove Foscolo adolescente si augurava di poter incontrare dopo la morte Saffo facendo una professione di fede nella forza dell’Amore, diventa una realtà ben più sgradevole e dura. Ed è significato come Properzio sia utilizzato sia all’inizio che alla fine del sonetto VI.

### Iltoposdella permanenza delle passioni
L’immagine dell’amore che fugge è comunque un topos classico che, a parte Properzio, è riscontrabile in un distico dell’Antologia Greca (composto da Antologia Palatina e Plaunidea).
L’idea che vuole trasmettere Foscolo è quella dell’illimitatezza e dell’infinità delle passioni: l’Amore segue ovunque si vada. Già ai versi 442-445 dell’Eneide VI Virgilio descrive il boschetto di mirti in cui dimorano le anime di coloro che sono morti travolti dalle passioni, fra cui la stessa Didone. La morte protegge i defunti, i quali tuttavia nemmeno alla fine della loro vita sono lasciati in pace dai propri sentimenti tormentosi d’amore. E così anche nella descrizione dell’Ade, durante il discorso di Anchise al figlio Enea, si può leggere delle anime che arrivano all’aldilà ancora macchiate da residui corporei, che trasmettono al defunto la nostalgia del mondo, suscitando in esso il desiderio di reincarnarsi (in richiamo all’ideologia della metempsicosi).

### Galeazzo di Tarsia
Anche lo “sperai” del quinto e nono verso è stato riportato a Petrarca (“sperai riposo al suo giogo aspro et fero”, Rime 360 v. 38), ma anche stavolta Di Benedetto preferisce un confronto diverso, con le Rime I di Galeazzo di Tarsia, dove si ritrova un contesto più vicino al nostro, per cui la speranza d’amore è delusa: “Sperai, adorno sì di verdi e belle / fronti, piacere a due begli occhi ardenti, / e pingendo il suo viso e i miei tormenti, / sfogar il mal che vien da ferme stelle”.
E così la prima terzina rimanda sempre a Galeazzo di Tarsia e alle sue Rime XIII. Nonostante la terzina possa avere richiami alfieriani, nelle Rime alfieriane si tratta solo dell’impazienza di un giorno, prima che l’indomani il poeta veda, come previsto, la sua donna. Galeazzo invece vorrebbe liberarsi finalmente dal giogo di Amore, con una situazione di base molto vicina a quella di Foscolo.

### Dante Alighieri
Già l’immagine del cuore sanguinante al v. 12 era stata utilizzata da Foscolo in un sonetto veneziano, forse del 1797, Quando la terra è d’ombra ricoverta: “e del mio cor che sanguinando geme / ad or ad or palpo la piaga aperta”. L’associazione di piaga con cuore era già in Petrarca, ma più specificamente Foscolo sembra ricollocarsi nella tradizione di Torquato Tasso nelle sue Rime (“ben piaghe da te gravi io sostenni […] aperti e sanguinanti”) e di Dante (“piangea per le rotture sanguinenti in vano” Inferno XIII vv. 132-33), anche se l’elemento del cuore che sanguina è un elemento totalmente nuovo.
Un riecheggiamento di Dante è riscontrabile anche nella seconda quartina del sonetto, dove “genti / dal bel paese” richiama l’Inferno XXXIII 79-80 (“de le genti / del bel paese là dove ‘l sí suona”). Anche Dante, come Properzio, costituiva per Foscolo uno strumento di rinnovamento del linguaggio poetico di fronte alla tradizione petrarchesca.

### L'Ortise l'innovazione
Il “grido” del v. 2, suggerisce Di Benedetto, rappresenta un’innovazione nel linguaggio poetico: se Properzio “parla” (“alloquor”) agli alcioni, stavolta Foscolo urla. Si tratta di un’immagine che possiamo ritrovare nella lettera 41 dell’Ortis, dove Jacopo grida quando crede per un momento di avere vicina Teresa e non la trova: “tutto tutto mi gridava - infelice, t’illudi”. La situazione è dunque comparabile con quella del sonetto. E consonante con il sonetto è il passo che segue subito dopo nella stessa lettera dove si evoca l’andare errando di Jacopo per i colli e il suo chiamare Teresa e il suo tenere gli occhi inchiodati sui “precipizj di qualche dirupo”.
D’altronde un riecheggiamento dell’Ortis si può ritrovare anche confrontando la lettera da Ventimiglia, dove Jacopo descrive il paesaggio delle Alpi marittime dando rilievo alle “rupi” e alla “tramontana”